# Wilcoxina
Wilcoxina är ett släkte av svampar. Wilcoxina ingår i familjen Pyronemataceae, ordningen skålsvampar, klassen Pezizomycetes, divisionen sporsäcksvampar och riket svampar.